# 樊興
樊兴，安陆人，唐初将领。

## 传记
早年因为父亲犯罪，被配没为皇家隶人。樊兴从平定京城，累除右监门将军。又追随李世民破薛举，平王世充、窦建德，积战功，累封营国公，赐物二千段、黄金三十铤。后来受牵连削除爵位。贞观六年，陵州獠叛乱，樊兴率兵讨伐陵州獠，拜左骁卫将军。又追随特进李靖击吐谷浑，为赤水道行军总管，因为军队滞留没有按照约定的行军期限，又士卒死亡很多，丢失甲仗，以功勋减免死罪。久之，累拜左监门大将军，封襄城郡公。唐太宗征伐辽东，以樊兴为人忠谨，让他做司空房玄龄的副手，留守京师。不久又检校右武候将军。
武德九年十月，唐太宗核定功臣以往的功绩，樊兴被授予食邑四百户。
永徽初去世，赠左武候大将军、洪州都督，陪葬献陵。